# Арндт, Максимилиан
Максимилиа́н А́рндт (нем. Maximilian Arndt, 23 июля 1987, Зуль, Тюрингия) — немецкий бобслеист, пилот, выступающий за сборную Германии с 2003 года. Двукратный чемпион мира в четвёрках (2013, 2015), обладатель Кубка мира, неоднократный призёр мировых первенств, чемпион Европы, участник зимних Олимпийских игр в Сочи.

## Биография
Максимилиан Арндт родился 23 июля 1987 года в городе Зуль, земля Тюрингия, с детства полюбил спорт, занимался лёгкой атлетикой. Вскоре увлёкся бобслеем, начал соревноваться на профессиональном уровне и, показав неплохие результаты, был взят пилотом в национальную команду Германии. Благодаря удачным выступлениям на молодёжном поприще удостоился права защищать честь страны в составе взрослой сборной, в 2010 году дебютировал на Кубке мира, на нескольких этапах сразу же попал в число призёров. Так как Андре Ланге к тому времени уже завершил карьеру, а Томас Флоршюц был травмирован, у Арндта появилась отличная возможность закрепиться в основе.
В сезоне 2011/12 он стал обладателем Кубка мира в комбинации, тогда как в двойках и четвёрках уступил первое место экипажам швейцарца Беата Хефти и россиянина Александра Зубкова соответственно. На европейском первенстве в Альтенберге выиграл серебряную медаль в состязаниях двухместных экипажей и золотую в программе четвёрок, завоевав звание чемпиона Европы. Богатым на медали для него оказался и чемпионат мира в американском Лейк-Плэсиде, где Арндт взял сразу три медали: бронзу в двойках, серебро в четвёрках и среди смешанных команд.
Благодаря череде удачных выступлений удостоился права защищать честь страны на зимних Олимпийских играх 2014 года в Сочи — занял пятнадцатое место в двойках и шестое в четвёрках.
Помимо занятий бобслеем служит офицером в полиции Тюрингии.